# Полойский
 Полойский  — поселок в Кирово-Чепецком районе Кировской области в составе Кстининского сельского поселения.

## География
Расположен на расстоянии примерно 5 км на северо-восток по прямой от центра поселения села Кстинино к северу от железнодорожной линии Киров-Пермь.

## История
Известен с 1950 как Полойское торфопредприятие, 61 хозяйство и 228 жителей. В 1989 году оставалось 10 человек . 

## Население
Постоянное население составляло 4 человека (русские 75%) в 2002 году, 6 в 2010.